# Jan Zamoyski
Pour les articles homonymes, voir Zamoyski.
Jan Saryusz Zamoyski (né le 19 mars 1542 à Skokówka et mort le 3 juin 1605  à Zamość) est un aristocrate polonais, 1er ordynat de Zamość, secrétaire royal (1566), chancelier (1576), grand chancelier (1578), grand-hetman de la Couronne (1581), gouverneur général de Cracovie, gouverneur de Bełz, Międzyrzecz, Krzeszów, Knyszyn et Tartu, humaniste, grand mécène des arts et fondateur de la ville de Zamość.
Conseiller des rois Sigismond II Auguste et Étienne Báthory, Zamoyski est un diplomate et homme d'État très apprécié de ses compatriotes. Après la mort d’Étienne Báthory en 1587, il refuse la couronne pour lui-même et soutient l'élection de Sigismond III Vasa, ce qu'il regrette par la suite.

## Jeunesse
Jan Zamoyski est le fils de Stanisław Zamoyski, calviniste, castellan de Chełmno, hetman de la Couronne, staroste de Bełz et de Anna Herburt.
Il fréquente d'abord l'école à Krasnystaw, puis il est envoyé parfaire son éducation à l'étranger. De 1555 à 1559 il est page à la cour de France et suit des cours à la Sorbonne et au Collège de France. En 1559, il poursuit ses études à l'université de Strasbourg puis, à partir de 1561, à l'université de Padoue, où il étudie le droit et se convertit au catholicisme romain. En 1563 il est élu recteur du département des lois. Il obtient un doctorat en 1564.
Au cours de ses études, il montre son intérêt pour la politique. À cette époque, il écrit De senatu Romano, une livre sur le gouvernement de la Rome antique.

## Début de la carrière politique
Après son retour en Pologne en 1565, le jeune juriste Zamoyski est nommé à la chancellerie royale, et devient rapidement l'un des secrétaires favoris du roi Zygmunt II. En 1567, il dirige un groupe de travail chargé de récupérer les terres dont se sont emparés illégalement les membres de la famille Starzechowski. Il procède également à la réorganisation des archives de la chancellerie,.
Après la mort du roi Zygmunt II et l'extinction avec lui de la dynastie des Jagellonne en 1572, à la Diète de convocation (session extraordinaire du Parlement de la République provoquée par le primat de Pologne, à la suite du décès ou en cas d'abdication du roi) Zamoyski utilise son influence pour faire instituer l'élection viritim, c'est-à-dire l'élection libre du souverain, donnant à chaque noble (et non seulement au sénateurs) le droit de participer aux convocations qui doivent élire un nouveau monarque.

## Chancelier et hetman

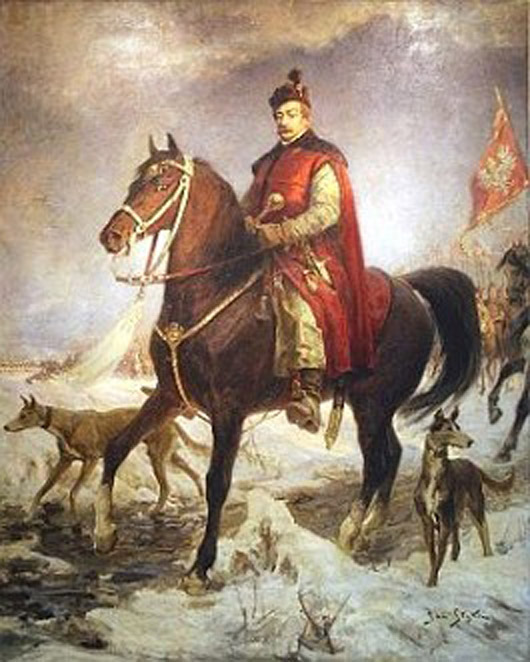
L'hetman Jan Zamoyski, par Jan Styka

A la première élection royale de la république des Deux Nations qui a lieu en 1573, Zamoyski soutient la candidature du duc d’Anjou Henri de Valois (futur Henri III de France),. Il fait ensuite partie de la mission diplomatique envoyée en France pour signifier au nouveau roi son élection. Il publie également une brochure vantant les mérites du nouveau roi, ce qui lui porte préjudice quand Henri, à la nouvelle de la mort de son frère roi Charles IX, abandonne la Pologne pour rentrer en France.
Au cours de la nouvelle élection royale en 1575, Zamoyski défend la candidature de Stefan Batory prince de Transylvanie contre le candidat des Habsbourg. Pour légitimer son élection, Batory épousera Anna Jagellon, la sœur du dernier roi Jagiellon afin « de maintenir la tradition dynastique ».
Le 16 mai 1576, Batory remercie Zamoyski en lui accordant la charge de vice-chancelier de la Couronne. Celui-ci participe aux côtés du roi à étouffer la rébellion de Gdansk en 1576-1577.
En 1578, Zamoyski reçoit la charge de grand chancelier de la Couronne. Il participe à la préparation d'une guerre contre la Moscovie, de 1579 à 1581 où il finance un groupe de 400 ou 600) mercenaires. Bien qu'il n'ait aucune expérience de l'art de la guerre, il apprend vite. Avec le soutien de Batory, il remplace le grand hetman de la Couronne Mikołaj Mielecki lorsque celui-ci se retire de ses fonctions.

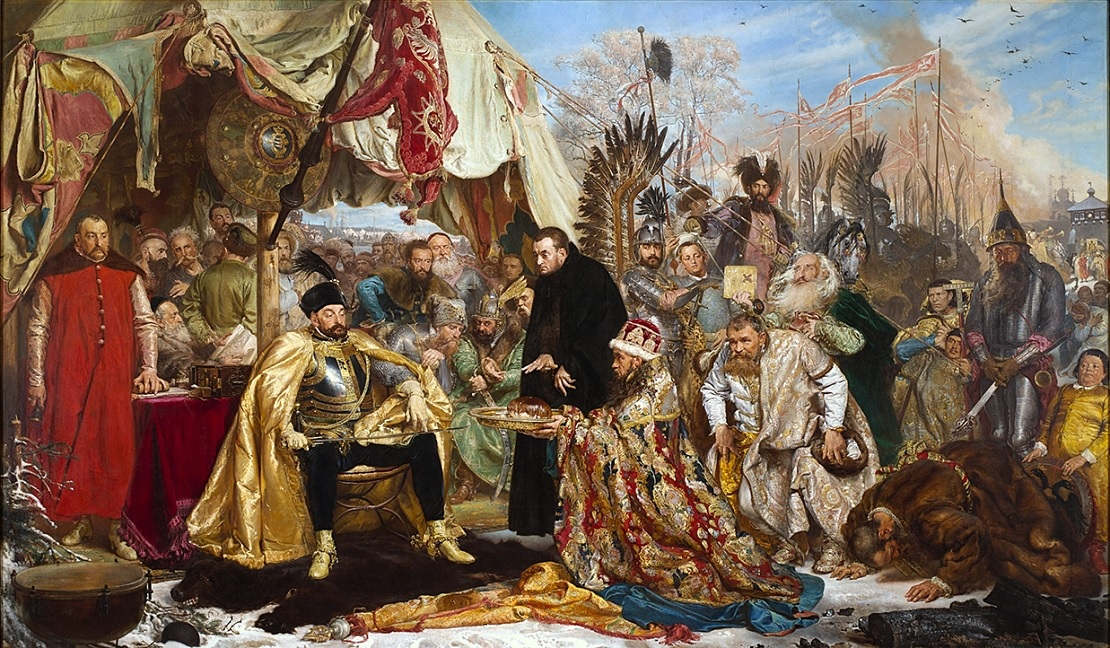
Zamoyski (en rouge) à la gauche de Stefan Batory à Pskov, par Jan Matejko

En août de la même année, Zamoyski s'empare de la ville de Velij. En septembre, il assiège Velikié Louki, et prend Zavolocz. Le 11 août 1581, il reçoit le titre de grand-hetman de la Couronne. Cette nomination est à l'époque sujet de controverse et semble illégale ou incompatible avec ses autres fonctions. Zamoyski met siège à Pskov, qui prend fin avec la paix signée à Jam Zapolski, très favorable à la Pologne.
En mai 1584, les soldats de Zamoyski capturent Samuel Zborowski, un noble condamné à mort pour assassinat et trahison, dont la sentence était en suspens depuis une dizaine d'années. Avec le consentement du roi, Zborowski est exécuté peu après. Cette exécution, bien que parfaitement légitime est vue par beaucoup des membres de la noblesse, notamment parmi les protestants, comme un acte de vengeance ou d'abus de pouvoir du monarque et rebondie sur Zamoyski, considéré comme l'instrument de cette vengeance.
Ce conflit politique entre Batory, Zamoyski et la famille Zborowski, tourne à l'affrontement entre le monarque et la noblesse, et devient le prétexte d'une controverse majeure et récurrente dans la politique interne polonaise pendant de nombreuses années, allant jusqu'à perturber les séances de la Sejm (parlement polonais).

## Mort de Stefan Batory

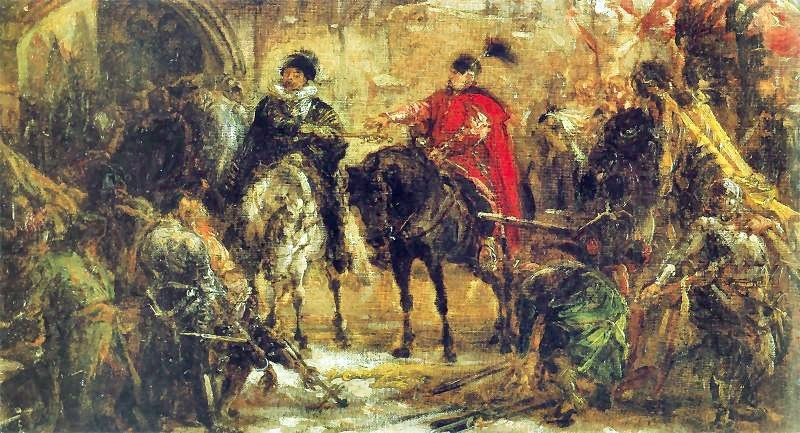
Zamoyski à la bataille de Byczyna, par Jan Matejko

Après la mort de Stefan Batory en 1586, deux camps s'affrontent pour sa succession sur le trône polonais : les partisans de Maximilien III de Habsbourg, soutenu par la famille Zborowski, et les partisans de Sigismond III Vasa, fils de Catherine Jagellon (et, par conséquent, apparenté à la dynastie nationale) rassemblés autour de Zamoyski. L'élection royale de 1587 tourne en une brève guerre de succession.
Zamoyski organise alors la défense de Cracovie assiégée et vainc les forces de Maximilien III dans la bataille de Byczyna en 1588. Maximilien est fait prisonnier et par le traité de Bytom et Będzin, renonce à toute prétention à la couronne polonaise.
Un peu plus tard dans cette même année, Zamoyski propose une réforme des élections royales, mais celle-ci n'obtient pas les faveurs de la Sejm.
En 1589 Zamoyski, dans son rôle d'hetman, tente d'empêcher les incursions tatares le long de la frontière sud-est, mais il n'obtient que peu de succès. Il élabore un plan pour faire de la Moldavie une zone tampon entre la République et l'Empire ottoman.

## Le règne de Zygmunt III Vasa

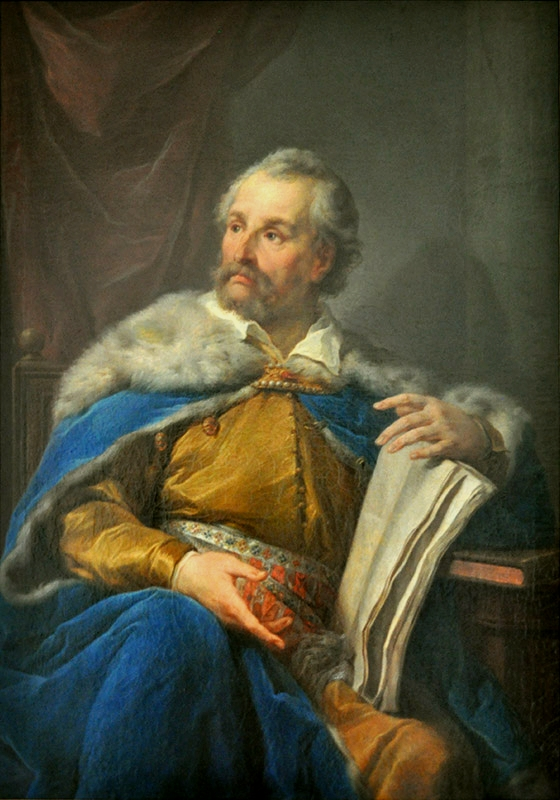
Jan Zamoyski, huile sur toile de Marcello Bacciarelli, entre 1781 et 1786, Musée National de Varsovie

Autrefois fervent partisan de Zygmunt III, Zamoyski commence à prendre ses distance vis-à-vis du nouveau roi et de sa politique de rapprochement avec les Habsbourg. Zamoyski soupçonne le roi d'utiliser la Pologne comme un tremplin pour regagner la couronne suédoise, et de vouloir céder la couronne polonaise aux Habsbourg en échange de leur soutien en Suède. Sigismond craint le chancelier qui est protégé par les lois de la République. Impuissant pour le démettre de ses fonctions, il lui offre une prestigieuse charge de voïvode de Cracovie. Mais Zamoyski refuse pour ne pas avoir à démissionner de son poste de chancelier comme la loi l'y obligerait.
En 1590-1591 Zamoyski est considéré comme l'un des plus ardents adversaires du roi. Une querelle éclate publiquement entre le roi et le chancelier au cours de la Sejm (Diète) de 1591, culminant dans un vif échange de mots et le départ du roi qui quitte l'assemblée. En dépit de leurs relations tendues, ni le roi ni le chancelier ne veulent une guerre civile et Zamoyski présente des excuses publiques au roi.
En 1594 Zamoyski ne parvient pas à arrêter une nouvelle incursion Tatare. L'année suivante lui est beaucoup plus favorable. Il est victorieux à la bataille de Cecora et aide l'Hospodar Ieremia Movilă à gagner le trône de Moldavie. En 1600, il lutte contre Michel Ier le Brave, hospodar de Valachie et nouveau prince de Transylvanie, qui a conquis la Moldavie quelques mois auparavant. Zamoyski est victorieux à Bukova et restaure Ieremia sur son trône. Il aide également son frère, Simion Ier Movilă à devenir le souverain de Valachie, répandant ainsi l'influence de la République dans la région.
Hostile aux Habsbourg, Zamoyski est également opposé à la guerre contre les Turcs et refuse l'adhésion de la République polonaise à la Sainte Ligue constituée pour lutter contre les Ottomans. Tout en s'opposant sur le plan politique à la guerre suèdo-polonaise (1600-1611), Zamoyski y prend part et commande les forces de la République en Livonie. Il capture plusieurs bastions suédois et s'empare de Valmiera le 19 décembre 1601, Fellin le 16 mai 1602 et Biały Kamień le 30 septembre 1602. Les rigueurs de la campagne, cependant, mettent sa santé à rude épreuve et l'oblige à quitter le commandement de l'armée.
À la Diète de 1603, Zamoyski conduit l'opposition aux réformes de gouvernance proposées par Zygmunt III, qu'il soupçonne de vouloir transformer la République en monarchie absolue. Plus tard, il a s'oppose également aux plans de Sigismond pour intervenir dans la guerre civile qui sévit sur la Moscovie (Temps des Troubles et les Dymitriads). Il affronte Zygmunt III une dernière fois à la Diète de janvier 1605 où il défend le liberum veto contre les tentatives de renforcement du pouvoir monarchique.
Zamoyski décède subitement le 3 juin 1605, victime d'un accident vasculaire cérébral. Il est inhumé dans la crypte familiale de la cathédrale de Zamość. Son fils unique, Tomasz Zamoyski hérite de sa fortune.

## Mariages et descendance
En 1571, il épouse Anna Ossolińska, mais sa femme et leur jeune fils meurent peu après, en 1572.
Jan Zamoyski se marie ensuite avec Krystyna Radziwiłł (pl), fille du magnat Mikołaj Krzysztof Radziwiłł Czarny. Ce membre de la maison Radziwiłł, une des plus puissantes familles du grand-duché de Lituanie deviendra un allié proche . A l'occasion de cette union célébrée avec faste à Ujazdów près de Varsovie le 12 janvier 1578 en présence du roi Stefan Batory et de la reine Anna Jagellon, Jan Kochanowski met pour la première fois en scène sa pièce de théâtre Renvoi des messagers grecs. Krystyna décède en couches, en 1580.
En juin 1583, Zamoyski se marie pour une troisième fois avec Gryzelda Báthory (en), fille du prince de Transylvanie Christophe Báthory et nièce du roi Stefan Batory
En 1592, Zamoyski épouse en quatrièmes noces, Barbara Tarnowska (en) qui lui donne son unique enfant survivant Tomasz Zamoyski (1594–7 janvier 1638), 2e ordynat de Zamość, voïvode de Podolie (1618), voïvode de Kiev (1619), staroste de Cracovie (1628), chancelier de la Couronne (1635)

## Postérité

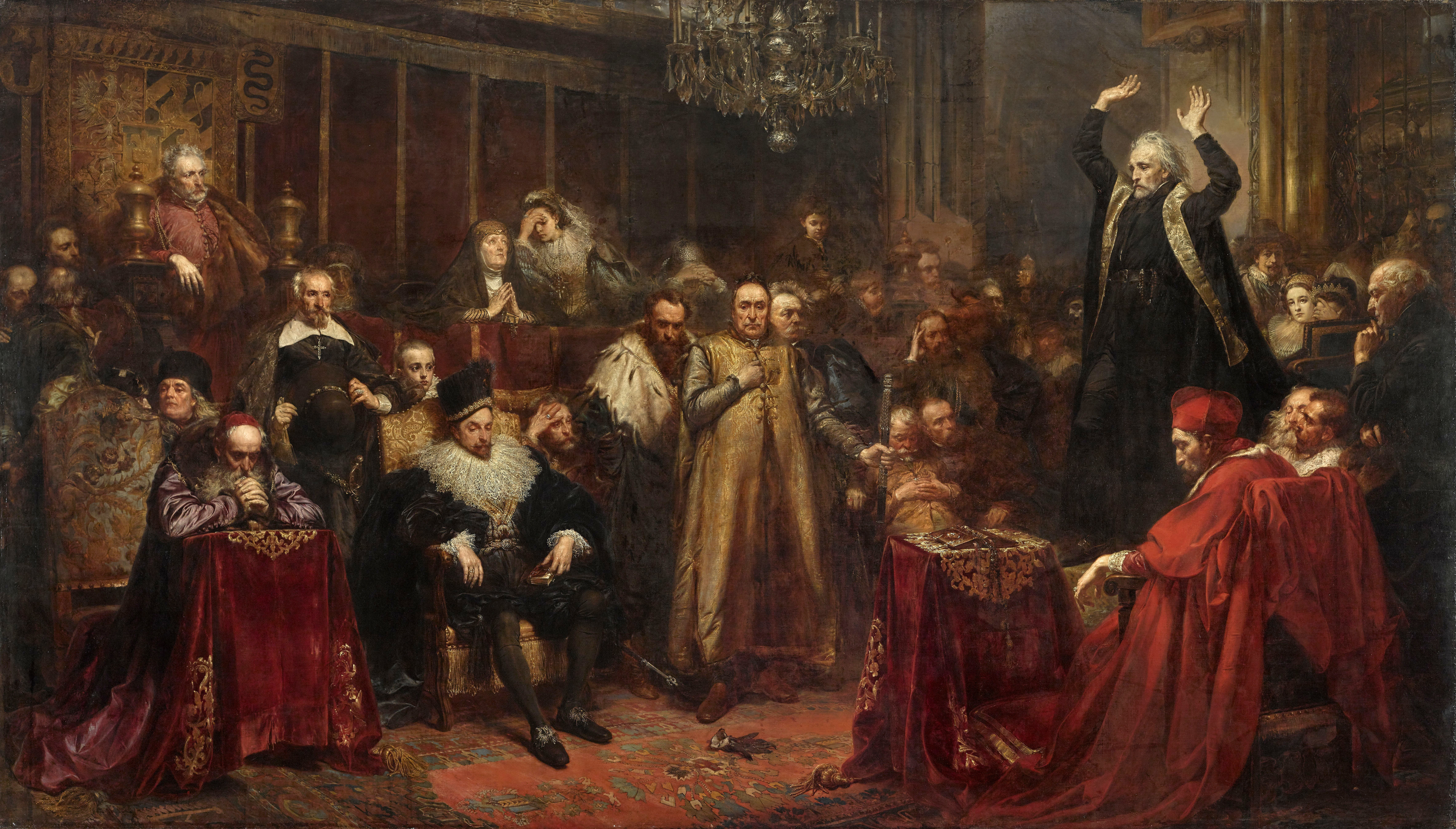
Le Sermon de Piotr Skarga, huile sur toile de Jan Matejko (Zamoyski en haut à gauche)

Zamoyski a fait l'objet de plusieurs peintures et dessins. Plus particulièrement, il est l'un des personnages de deux tableaux magistraux de Jan Matejko : Le Sermon de Piotr Skarga et Báthory à Pskov.

### Un homme politique et un chef militaire
Cumulant les charges de grand chancelier (équivalant à la charge de 1er ministre) et de grand hetman de la Couronne (chef des armées), combinées pour la première fois dans les mains d'une seule personne, Zamoyski fut l'un des personnages les plus puissants du pays et un des hommes d'État les plus importants de l'histoire de la Pologne.
Même si sa carrière militaire a commencé par accident, pour pallier une situation d'urgence, Zamoyski est aussi connu comme l'un des commandants militaires polonais les plus accomplis. Dans ses choix stratégiques, il a favorisé les sièges, la préservation de ses troupes et le nouvel art occidental de la fortification et de l'artillerie.

### La richesse et le mécénat culturel

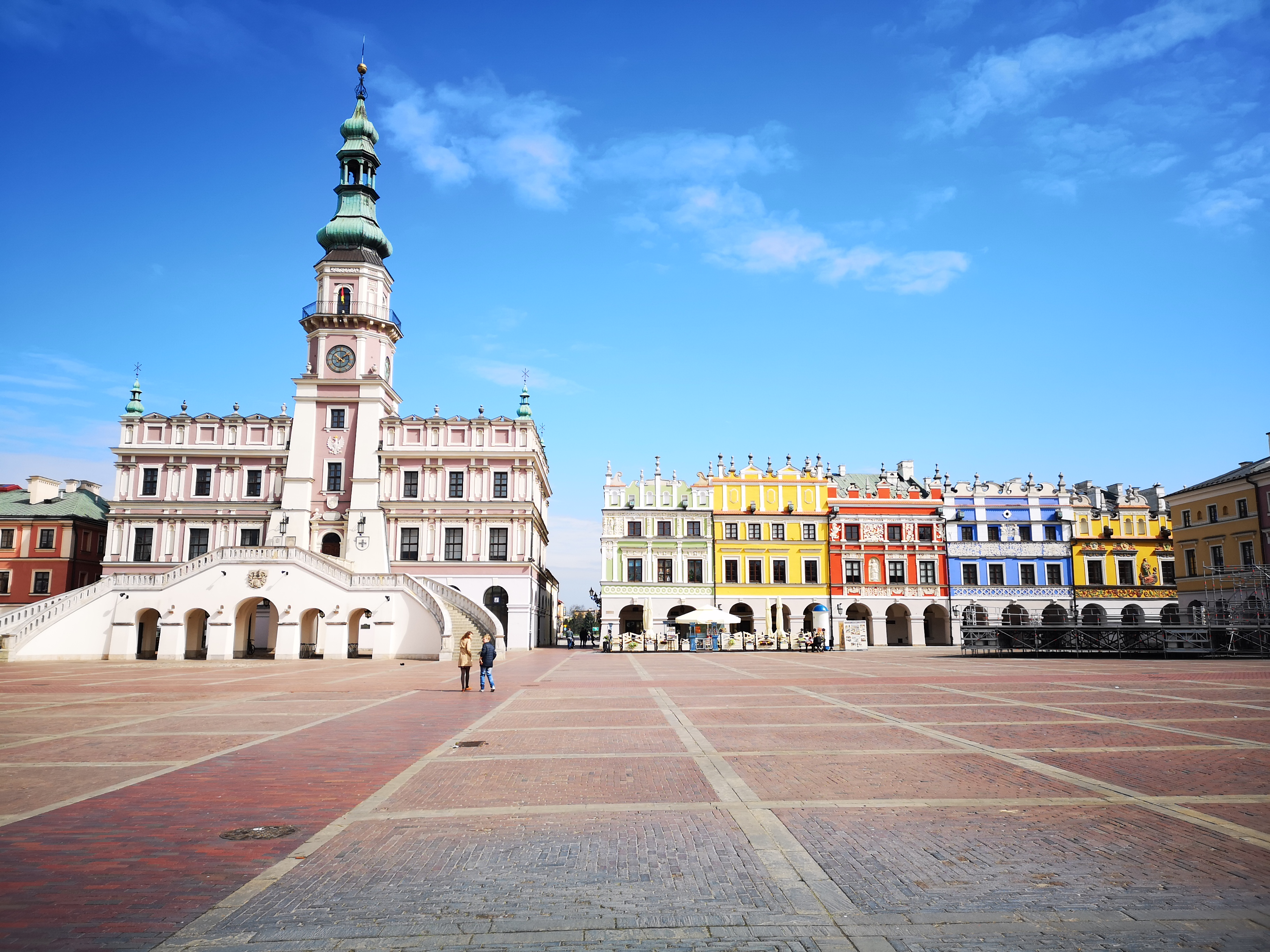
Zamość - la place du marché de la ville idéale de Jan Zamoyski

Au début du XVIIe siècle, Zamoyski se parvenu à réunir une fortune considérable. Ses terres qui couvraient 64 445 kilomètres carrés, comprenaient onze villes et plus de 200 villages, généraient un chiffre d'affaires de plus de 200 000 zlotys. Il était en outre le gardien royal d'une autre douzaine de villes et plus de 600 villages.
En 1580, selon les plans de l'architecte italien Bernardo Morando, Zamoyski fonde la ville de Zamość, qu'il conçoit et construit, comme une cité idéale. Il finance également la fondation de quatre autres villes : Szarogród, Skinderpol, Busza (en) et Jasnogród.

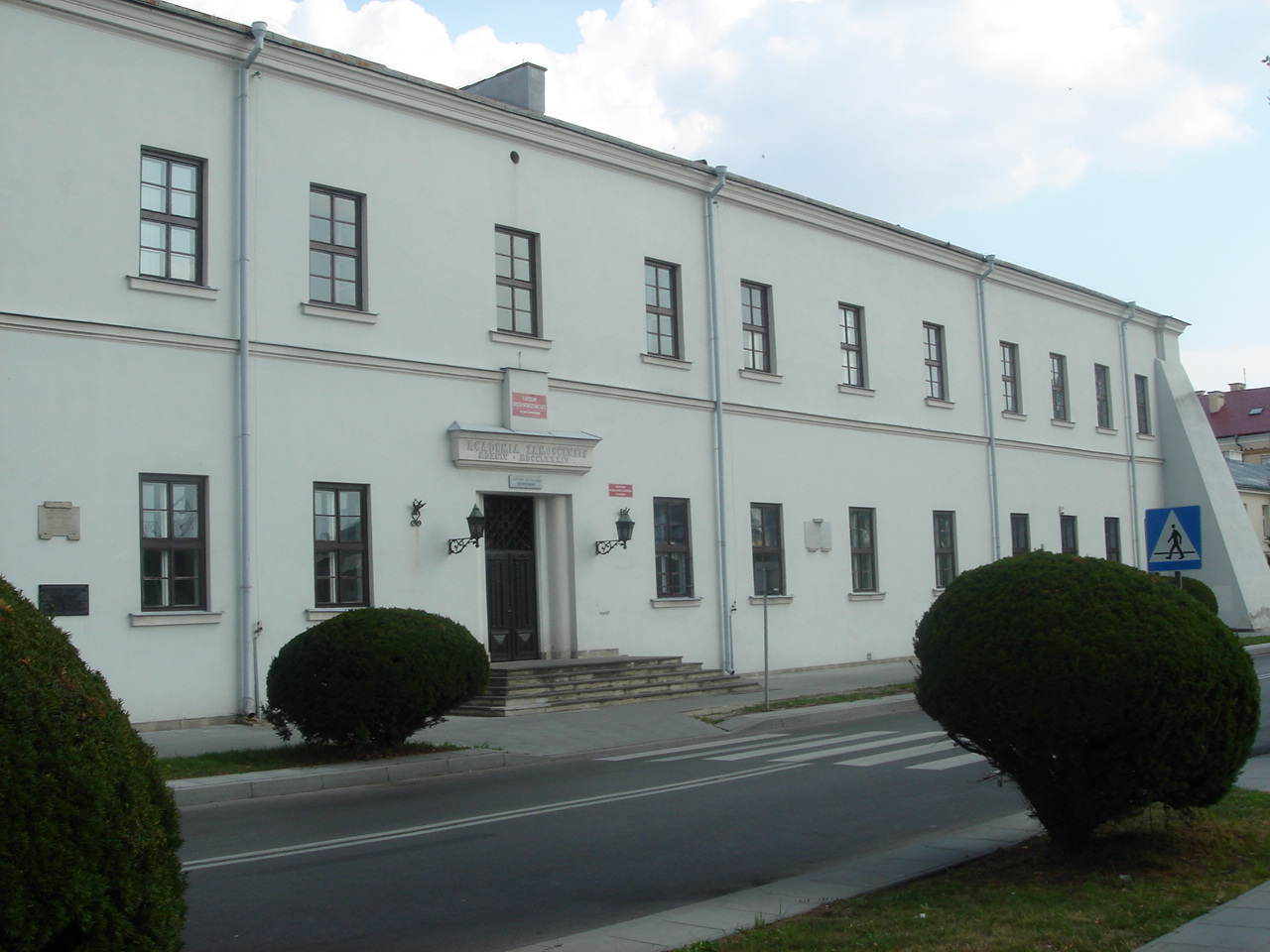
La bâtiment de l'ancienne Académie de Zamość

En 1589, Zamoyski crée l'Ordynacja Zamojska (en), domaine de la famille Zamoyski, de facto équivalent à un duché. Zamość en devient la capitale. Il soutient le développement économique de ses terres, en investissant dans l'industrie, en créant des scieries, des brasseries, quatre usines sidérurgiques, quatre verroteries.
En 1594, Il fonde l'Académie de Zamość (en), la troisième dans l'histoire de Pologne. Il rassemble une importante bibliothèque et est le mécène de nombreux artistes, comme les poètes Jan Kochanowski, Szymon Szymonowic (en) et l'écrivain et historien Joachim Bielski (pl).

### Personnalité
Zamoyski n'est pas une personne profondément religieuse et sa conversion du protestantisme au catholicisme est essentiellement pragmatique. Tout en se montrant impitoyable pour les plus faibles que lui, Zamoyski est respecté par ses adversaires qui reconnaissent en lui le personnage intelligent, fin stratège et tacticien dans les affaires politiques et militaires, tout en étant un leader politique populaire. Il a administré le pays comme il a administré ses biens personnels, les faisant évoluer parallèlement. Après une guerre civile victorieuse, il aurait très bien pu renverser Sigismond III. Il a préféré agir dans les limites de la loi et éviter un affrontement qui aurait dévasté le pays et finalement ruiné ses propres ambitions.

## Références

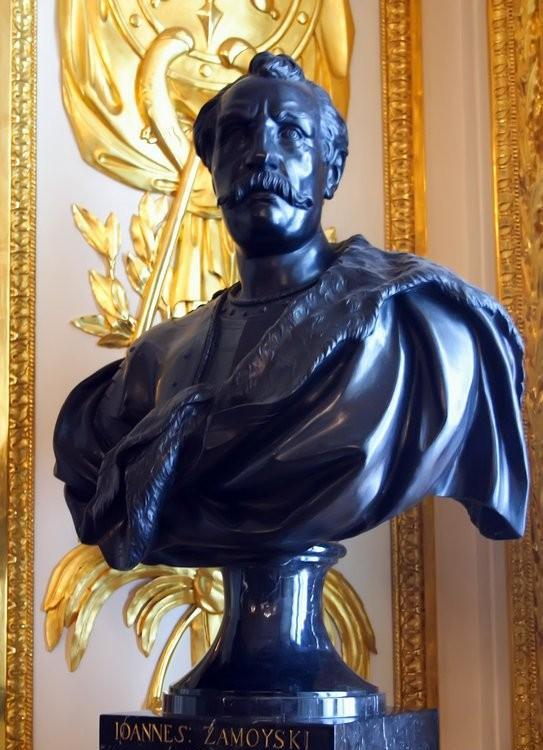
Buste de Zamoyski au palais royal de Varsovie

## Sources
- Notices d'autorité :   - VIAF
  - ISNI
  - BnF (données)
  - IdRef
  - LCCN
  - GND
  - Espagne
  - Belgique
  - Pays-Bas
  - Pologne
  - Israël
  - NUKAT
  - Catalogne
  - Suède
  - Vatican
  - Tchéquie
  - Lettonie
  - WorldCat
- Marie-Nicolas Bouillet  et Alexis Chassang (dir.), « Jan Zamoyski » dans Dictionnaire universel d’histoire et de géographie, 1878 (lire sur Wikisource)

- (en) Cet article est partiellement ou en totalité issu de l’article de Wikipédia en anglais intitulé « Jan Zamoyski » (voir la liste des auteurs).
- Par Jan Zamoyski, Jan Karol Sienkiewicz, La deffaicte des tartares et turcs faicte par le seigneur Jean Zamoisky, chancelier et capitaine général de la couronne de Pologne, J. Techener, 1859 (lire en ligne)
- Ernest Desplaces, Louis Gabriel Michaud, Biographie universelle, ancienne et moderne..., 1843 (lire en ligne)